# Waleria Dotan
Valeria Dotan (ur. 27 marca 1941) – izraelska szachistka, mistrzyni FIDE.

## Kariera szachowa
Kilkukrotnie startowała w finałach indywidualnych mistrzostw Izraela, najlepszy wynik (VI miejsce) osiągając w 1994 roku. Największe sukcesy odnosiła w kategorii "weteranek" (zawodniczek powyżej 50. roku życia), trzykrotnie zdobywając medale indywidualnych mistrzostw Europy: dwa złote (Saint-Vincent 2001, Davos 2006) oraz srebrny (Saint-Vincent 2002).
Najwyższy ranking w karierze osiągnęła 1 października 2008 r., z wynikiem 2124 punktów zajmowała wówczas 8. miejsce wśród izraelskich szachistek.